# Млинок (Вараський район)
Млино́к — село у Зарічненській громаді Вараського району Рівненської області України.
Населення станом на 1 січня 2007 року становить 830 осіб.

## Об'єкти соціальної сфери
У селі є школа ІІІ ступеню, фельдшерсько-акушерський пункт, сільський клуб, бібліотека.

## Пам'ятки
Окрасою села, яка може викликати зацікавленість у мандрівників, є сучасний величний Дім молитви (протестантська церква), який знаходиться біля залізничної станції «Млинок» вузькоколійної залізниці «Зарічне-Антонівка». Також вразити може Петро-павлівський храм, розташований поруч цвинтарника.

## Населення
За переписом населення 2001 року в селі мешкало 813 осіб.

### Мова
Розподіл населення за рідною мовою за даними перепису 2001 року:
| Мова       | Відсоток |
| ---------- | -------- |
| українська | 99,64 %  |
| російська  | 0,36 %   |

## Відомі люди

### Народились
- Дідух Віктор Ігорович — український спортсмен з настільного тенісу. Чемпіон Літніх Паралімпійських ігор. Майстер спорту України міжнародного класу.
- Дідух Олександр Ігорович — український настільний тенісист, багаторазовий чемпіон і володар Кубку України, переможець Спартакіади, Універсіади, чемпіон і призер багатьох міжнародних і національних змагань. Майстер спорту міжнародного класу.